# Губернский стиль
Губернский стиль — международный фестиваль дизайна, моды и ремёсел.
Ежегодный профессиональный форум в области искусства, fashion и арт-образования, включающий в себя одноименный конкурс молодых дизайнеров одежды, конкурс fashion-иллюстрации, научно-практическую конференцию, выставку народных ремесел, семинары, круглые столы, региональные полуфиналы и отборочные туры. Городами проведения фестиваля являлись Воронеж, Тула, Курск, Липецк, Луганск, Донецк,  Елец, Нижний Новгород, Ульяновск и другие города.
«Губернский стиль» входит в Перечень олимпиад и творческих конкурсов Министерства просвещения РФ. Участие в «Губернском стиле» и полученные награды учитываются в рейтинге учебных заведений, преподавателей и студентов .
Цели фестиваля: выявление одаренных дизайнеров одежды, содействие их профессиональному и творческому росту, коммерческое продвижение перспективных работ, создание условий для сотрудничества модельеров с промышленниками и предпринимателями, развитие региональных школ моды, обмен опытом среди образовательных учреждений, пропаганда и развитие традиционной культуры.
Фестиваль традиционно проходит при поддержке Национальной академии индустрии моды и Благотворительного фонда «Русский силуэт» Татьяны Михалковой, Российского союза предпринимателей текстильной и легкой промышленности (СОЮЗЛЕГПРОМ) и федеральной ярмарки «Текстильлегпром». На протяжении ряда лет проходил при официальной поддержке Министерства промышленности и торговли РФ как конгрессно-выставочное мероприятие .
Оценивают работы кутюрье эксперты во главе с легендарным патриархом русской моды Вячеславом Зайцевым. Победители получают дипломы, подарки и денежные призы, делегируются на российские и международные фестивали мод («Русский силуэт», Estet Fashion Week, CHAPEAU, «Поколение NEXT» и др.).
Обладатель гран-при номинируется на Национальную премию индустрии моды «Золотое веретено (премия)». Национальная премия в области индустрии моды «Золотое веретено» — главная премия в российской индустрии моды, ежегодная оценка наивысших профессиональных достижений в сфере формирования и развития индустрии моды в России.

## История
Фестиваль учреждён в 2005 году распоряжением Администрации Воронежской области «О проведении ежегодного открытого воронежского фестиваля молодых дизайнеров одежды «Губернский стиль» от 11.04.2005, по инициативе воронежского «Дома дизайнера», который все эти годы является организатором фестиваля.
За истекшие годы установились отношения с Ассоциацией моды Китая. Её президент Ли Данчинь и генеральный секретарь Цу Санфан принимали участие в программах фестиваля «Губернский стиль».

## Руководство фестиваля
Учредителем и правообладателем фестиваля «Губернский стиль» является АНО «Дом дизайнера» (г. Воронеж)
- Президент фестиваля — Екатерина Ребежа (с 2014 г.)[9]
- Продюсер фестиваля — Николай Сапелкин (до 2014 — президент фестиваля)[10]

## Жюри конкурса

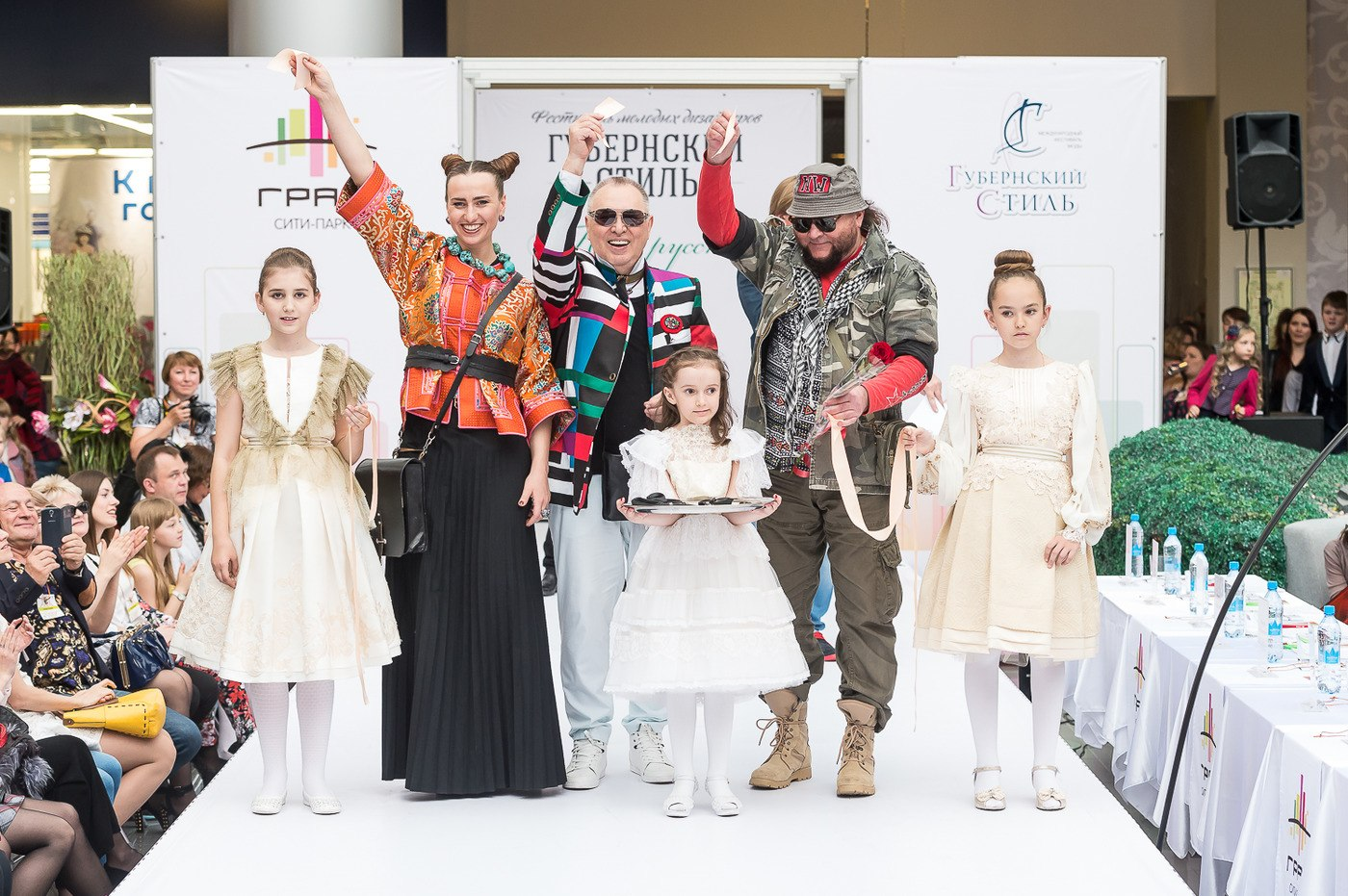
Екатерина Ребежа, Вячеслав Зайцев, Егор Зайцев на открытии фестиваля «Губернский стиль - 2015»

- председатель жюри — Вячеслав Зайцев[11]

В жюри конкурса в разные годы работали промышленники, дизайнеры, преподаватели, организаторы профессиональных выставок и модных проектов, победители фестиваля прошлых лет:
Доминик Адольфе (г. Страсбург, Франция), Андрей Аболенкин (г. Москва), Анастасия Барсукова (г. Кострома), Виктория Бондаренко (Харьков, Украина), Александр Васильев (Москва), Татьяна Генкина (Рим, Италия), Ирина Гончарова (Москва), Е Хонгуанг (Ухань, КНР), Егор Зайцев (Москва), Людмила Иванова (Сочи), Раиса Кирсанова (Москва), Виктор Кузьмичев (Иваново), Светлана Куренова (Шахты), Ли Данчинь (Пекин, КНР), Джемал Махмудов (Москва), Валентина Мельникова (Москва), Татьяна Нестерова (Санкт-Петербург), Юлия Попова (Москва), Наталья Праскова (Москва), Юрий Поляков (Москва), Вера Рейносо (Гавана, Куба), Светлана Санатова (Благовещенск), Татьяна Сулимина (Воронеж), Татьяна Титкова (Москва), Елена Хамина (Воронеж), Александр Хилькевич (Москва), Цу Санфан (Пекин, КНР), Ольга Чашникова (Вологда), Лауренсия Шачер (Страсбург, Франция), Игорь Шевченко (Москва) и другие.

## Конкурсная программа
Художники-модельеры России и зарубежья демонстрируют свои работы в номинациях:
1. «STREET STYLE» - стиль современной жизни;
2. «БИЗНЕС-ИДЕЯ» - индивидуальные бренды;
3. «DU LUXE» - вечерняя, свадебная и нарядная одежда;
4. «КРЕАТИВ» - нестандартные решения и оригинальное исполнение;
5. «ЭТНОСТИЛЬ» - национальные черты в современной одежде;
6. «ДЕБЮТ» - творчество юниоров, не достигших 17-летнего возраста;
7. «РАДОСТЬ ДЕТСТВА» - одежда для детей и школьная форма;
8. «ПЕРФОРМАНС» - представление Театров моды;
9. «СЦЕНИЧЕСКИЙ КОСТЮМ» - для театральной пьесы, мюзикла, оперетты, пантомимы.
Фестивальная программа создает условия для творческого самовыражения, демонстрации своих возможностей, интеграции в культурное и профессиональное сообщество, стимулирует молодежь к участию в процессах творчества и созиданию собственных произведений искусства.

## Победители
По правилам конкурса, после двух побед участник не может дальше продолжать участие в конкурсе, чтобы «дать дорогу» молодым.
Гран-При фестиваля:
- 2005 - Анастасия Салова (г. Донецк), коллекция «Пряча взгляд» и Наталья Меснякович (г. Воронеж), коллекция «Клетчатый террор» (в 2005 году фестиваль проводился дважды в год)[13].
- 2006 - Юлия Кухоль (г. Иваново),обладатель Национальной премии в области индустрии моды «Золотое веретено», коллекция «Сорока-воровка»[12]
- 2007 - Елена Мартынова (г. Ярославль), коллекция «Свидание у зеркала»[14] и Юлия Кухоль (г. Иваново), коллекция «Чёрным по белому»[15]
- 2008 - Екатерина Ребежа (г. Курск), коллекция «Мадемуазель Мышь»[16]
- 2009 - Екатерина Ребежа (г. Курск), коллекция «Забава Путятишна»[17]
- 2010 -  Анастасия Кондакова (г. Киров), коллекция «Следуя за неизбежностью».[18]
- 2011 - гран-при разделили Степан Казявин (г. Шахты), коллекция «Дневник Нельсона» и Николай Кывыржик (г. Москва), коллекция «Я жива» [19]
- 2012 - Мария Никитина (г. Иваново), коллекция «Ты в моей власти»[20]
- 2013 - Екатерина Жирнова (г. Шахты), коллекция «Цветок папоротника»[21], Анастасия Барсукова (г. Кострома).
- 2014 - Неретина Ольга и Погорельских Наталия (г. Воронеж), коллекция «Кто-то новый»[22].
- 2015 - Дарья Кожина (г. Ярославль) – победитель фестиваля «Губернский стиль», обладатель Национальной премии в области индустрии моды «Золотое веретено», коллекция «Жемчужное варенье».
- 2016 - Алексей Михайлов (г. Смоленск), коллекция «Милитари R»[23].
- 2017 - Алексей Михайлов (г. Москва) – обладатель Национальной премии индустрии моды «Золотое веретено», коллекция «Городской пижон».
- 2018 - Елена Лысова (г. Екатеринбург) – коллекция «Осколки неба»[24].

## Партнеры фестиваля
Фестиваль «Губернский стиль» имеет партнерские отношения с конкурсами:
- «Русский силуэт» (г. Москва)
- «Estet Fashion Week»
- «CHAPEAU»
- «Адмиралтейская игла» (г. Санкт-Петербург)
- «Поколение NEXT»
- «Пигмалион» (г. Владивосток)
- «Магия моды» (г. Благовещенск)
- «Подиум» (г. Ростов-на-Дону)
- «Пульс моды» (г. Владикавказ)

и другими.